# Jean-Baptiste Mayneaud de Pancemont
Pour les articles homonymes, voir Famille Mayneaud.
Jean-Baptiste François Mayneaud de Pancemont est un homme politique et magistrat français né le 5 septembre 1755 à Digoin (Saône-et-Loire) et mort le 23 février 1836 au château de Croix à Génelard (Saône-et-Loire).

## Biographie
Il est le cinquième enfant de Hugues Mayneaud de Bisefranc, écuyer receveur des fermes du roi à Digoin, et de Marie-Jeanne Baudoin, fille de Joseph Baudoin, seigneur de Lavaux de Marvant.  
Il se marie le 28 janvier 1789, avec Amélie-Joseph Renaud de Boucly. Ils ont deux fils morts durant la campagne de Russie et une fille, Augustine-Adèle-Denise, qui épouse, en juin 1811 le comte de Tournon-Simiane.
Président à mortier au Parlement de Dijon sous Ancien Régime, il est arrêté comme suspect le 14 brumaire an II (4 novembre 1793). Il est détenu à Sainte-Pélagie. Il est libéré une première fois le 22 germinal an II (11 avril 1794), puis est arrêté une seconde fois le 3 floréal (22 avril). Après la chute de Robespierre, le 2 fructidor (19 août), le Comité de Sûreté générale lui redonne la liberté. Alors qu'il avait été président, il devient juge de paix à Palinges de 1797 à 1804.
L'empereur le nomme premier président de la cour d'appel de Nîmes en 1806 et maître des requêtes au Conseil d’État. Il est créé baron d'Empire le 31 décembre 1809. Il est député de Saône-et-Loire en 1815, pendant les Cent-Jours. Il rédige le rapport du projet relatif aux mesures de salut public. Le 14 avril 1816, le gouvernement royal lui confie le titre de premier président honoraire. Le 11 avril 1820, il est fait comte de Pancemont.
Il meurt dans son château de Génelard. 

## Famille
Il a deux frères :
- Étienne Mayneaud de Bizefranc de Lavaux (1751-1828), député et général de division.
- Antoine Xavier Mayneaud de Pancemont (1756-1781), évêque de Vannes

## Distinctions
- Chevalier de la Légion d'honneur (14 juin 1804)[3].

## Pour approfondir